# Ibrahim ibn Sinan
Ibrahim ibn Sinan ibn Thabit ibn Qurra of Ibrahim ibn Sinan (Bagdad, 908 – Bagdad, 946) was een 10e-eeuwse Arabische wiskundige en astronoom. Hij bestudeerde de meetkunde en in het bijzonder de tangens. Hij maakte ook vorderingen in de integratietheorie.
Vaak wordt Ibrahim ibn Sinan gezien als een van de belangrijkste wiskundigen uit de Islamitische wereld in de middeleeuwen.

## Leven en werk
Ibrahim ibn Sinan was de zoon van Sinan ibn Thabit ibn Qurra (880 - 943), een Perzisch geneesheer, astronoom en wiskundige, en de kleinzoon van Thabit ibn Qurra (836 - 18 februari 901).
Hij is bekend door zijn wiskundige werken, die een nieuwe visie op de meetkunde met zich meebrachten. Hij vond nieuwe meetkundige methodes uit, die tot op de dag van vandaag gebruikt worden. Hij volgde de studies van Archimedes over de oppervlaktes en de volumes. Hij schreef bovendien commentaren over Almagest van Claudius Ptolemaeus. Zijn werk is voor ons bekend door de zeven verhandelingen die hij heeft gepubliceerd en door zijn Brief over de beschrijving van de wiskundige begrippen.